# Asuridia phoenicea
Asuridia phoenicea là một loài bướm đêm thuộc phân họ Arctiinae, họ Erebidae.